# Max Teysseyre
Max Teysseyre est un footballeur français né le 8 juin 1927. Il évoluait au poste de défenseur.